# Криницын, Евгений Владимирович
Криницын Евгений Владимирович (род. 22 октября 1986, Чебоксары, Россия) — российский журналист и зоозащитник, автор книг об интервью в издательстве «Альпина Паблишер».
Внештатный автор немецкой деловой газеты Franfurter Allgemeine Zeitung, BILD, Московской немецкой газеты, колумнист «Эха Москвы». С 2014 года проживает в Германии.

## Биография
Родился в г. Чебоксары Чувашской республики в семье малого предпринимателя Криницына Владимира Федоровича и инженера - экономиста Криницыной Марины Ивановны.

#### Образование
Образование высшее журналистское. В 2010 году закончил МПГУ им. Ленина по специальности «Журналистика». Жил в студенческом общежитии ВУЗа на ул. Космонавтов (метро ВДНХ).

## Карьера
В 2005-2006 годах работал в телекомпании НТВ редактором ток-шоу «Принцип Домино» с Еленой Хангой и Даной Борисовой.
С 2006 по 2008 годы — корреспондент радиостанции «Маяк» и «Вести FM» (Московская служба новостей).
С 2008 по 2011 — редактор службы новостей радио «Комсомольская правда».
В 2010 опубликовал книгу «Акулы интервью: 11 мастер-классов» в издательстве «Альпина Паблишер». Для создания книги еще будучи студентом поговорил с самыми известными в то время журналистами и интервьюерами России.
С 2011 по 2014 годы — зам.редактора отдела «Спецпроекты» в газете «Вечерняя Москва».
В 2013 году опубликовал петицию на международной платформе Сhange.org «Принять федеральный закон о защите прав животных». Выступил инициатором акции 7 ноября 2017 года передачи в администрацию президента 1,5 млн. подписей в защиту животных, составленных из трех крупнейших петиций на сайте change.org. Под петицией подписались почти 600 тысяч человек. Закон о животных был принят в России в 2018 году.
В апреле 2019 года в издательстве «Альпина Паблишер» вышло обновленное издание книги «Акулы интервью», опубликованное под названием «Как брать интервью: 8 мастер-классов от лучших журналистов России». К старым персонажам книги добавились Жанна Немцова и Илья Азар.
С июня 2014 года большую часть времени проживает в Германии (Франкфурт). Работает маркетинг-специалистом. Периодически публикует статьи в немецком деловом издании Frankfurter Allgemeine Zeitung и самой продаваемой газеты Германии BILD. Является колумнистом сайта «Эха Москвы».